# أذن الفأر كبير الأنبوب
أذن الفأر كبير الأنبوب (الاسم العلمي:Myosotis macrosiphon) هو نوع غير مؤكد من النباتات يتبع جنس أذن الفأر من الفصيلة الحمحمية.